# Phloeomys pallidus
Phloeomys pallidus este o specie de rozătoare din familia Muridae. Este endemică pe Insula Luzon, Filipine. Uniunea Internațională pentru Conservarea Naturii a clasificat această specie ca fiind neamenințată cu dispariția.

## Descriere
Phloeomys pallidus cântărește în jur de 1,9–2,6 kg și are o lungime totală de circa 74,7–77 cm. Coada are o lungime de aproximativ 32–34,9 cm, urechea măsoară cam 3–3,9 cm iar laba din spate măsoară circa 8,1–9 cm. Blana, care acoperă și coada, are o culoare variată, dar poate fi maro-gri foarte palid sau albă, cu fire maro închis sau negre în jurul ochilor, pe mebrele anterioare, pe coadă, pe urechi sau pe gât. Poate fi și aproape în întregime albă. Are o coadă subțire, în timp ce Phloeomys cumingi, cealaltă specie din genul Phloeomys, are o coadă stufoasă.

## Răspândire și habitat
Phloeomys pallidus este endemică în partea centrală și de nord a Insulei Luzon, Filipine. Este găsită în cel puțin 12 provincii. Preferă pădurile și tufăriile, dar și alte habitate precum plantațiile. Trăiește de la nivelul mării până la o altitudine de circa 2.000–2.200 m. În unele zone conviețuiește cu specia mai rară Crateromys schadenbergi, dar în general viețuiește la altitudini mai mari.

## Comportament
Phloeomys pallidus este o specie nocturnă. Aceste rozătoare trăiesc în general în perechi, cu unul sau doi pui.

## Alimentație
P. pallidus se hrănește cu diferite tipuri de vegetație.

## Stare de conservare
P. pallidus poate afecta considerabil în mod negativ culturile de orez și este considerat uneori dăunător. Aceste rozătoare sunt vânate în mod regulat în Sierra Madre pentru hrană. P. palliduscan a dispărut din unele zone din cauza vânătorii, dar cu toate acestea pare să reziste vânării sale și în general rămâne comună și răspândită. Uniunea Internațională pentru Conservarea Naturii a clasificat această specie ca fiind neamenințată cu dispariția.